# Феї: Таємниця піратського острова
«Феї: Таємниця піратського острова» (англ. The Pirate Fairy) — повнометражний комп'ютерний анімаційний фільм знятий компанією «DisneyToon Studios» в 2014 році.

## Сюжет
Вже протягом чотирьох частин «Фей Діснея» головною героїнею була фея Дінь-Дінь, навколо якої відбувалося багато незвичайних історій, провиною чому часто і була вона сама. І ось ця нова п'ята частина оповідає про нову фею.
Фея Заріна є простою берегинею пилку. Не дуже, мабуть, цікава робота. Ця фея відрізняється від всіх інших своїх побратимів по пилку тягу до пізнання чогось нового і незвичайного, до того, що ще ніхто не дізнався. Вона є такою ж, як і в свій час була Дінь-Дінь, і, звичайно ж, цей інтерес призводить до нових пригод.
Фея Заріна залишає жовтий пилок, що видається їй для польоту, і проводить свої незвичайні досліди. Але всі її спроби були марні, до тих пір, поки вона не знайшла маленьку порошинку синьою пилку. За допомогою цих двох видів пилку і інших інгредієнтів їй вдається створити помаранчевий пилок, за допомогою якого можна керувати світлом, не будучи феєю світла, а також пурпурову, що дає здатність феї швидкого польоту.
Цими дослідами вона із задоволенням ділиться з Дінь-Дінь, але подальші досліди не привели до чогось доброго. Ненавмисно Заріна спотикається і висипає величезну порцію рожевого пилку на квітку, який розростається на стільки, що руйнує цілу частину села, включаючи сховище пилку. Розуміючи яку заподіяла шкоду і що досліди над пилком заборонені Заріна йде з Долини фей.
Через багато часу Заріна повертається в піратському костюмі на змагання у Долині фей. За допомогою магічного пилку вона вирощує величезні маки, які присипляють всіх, за винятком Дінь-Дінь і її подруг, яким вдається втекти, і Кленка, який вийшов до туалету. Заріна краде всі запаси синьою пилку, без яких долина не проживе. Дінь-Дінь з подругами залишають Кленка доглянути за поснувшими феями, а самі летять за Заріною. Наздогнавши її крадуть пилок, однак за допомогою свого чарівного пилку вона перемагає їх.
Коли феї прокидаються, вони дізнаються, що Заріна, кинувши в них пилком всіх кольорів, поміняла їх здібностями (майстриня Дінь-Дінь стає феєю води, фея швидкого польоту Відія — майстринею (що їй доводиться не дуже по душі), фея води Сріблянка — феєю швидкого польотуі, фея квітів Розетта — феєю тварин, фея світла Ірідесса — феєю квітів, а фея тварин Фауна — феєю світла). Тепер їм доводиться вчитися новим здібностям. Вони наздоганяють корабель піратів і намагаються непомітно протягом всього шляху вкрасти пилок, що у них не виходить. Коли вони припливають на острів у формі черепа, вони дізнаються, що Заріна виростила своє дерево пилку. Завдяки йому створить величезну кількість пилку і підніме піратський корабель в небо. Коли їм це вдається, фея Заріна дізнається, що пірати її використовували. Її в ліхтарику кидають у море, але, на щастя, феям вдалося її врятувати. Після цього вона вибачається за все і вони летять за кораблем, щоб перешкодити піратам і це їм вдається.
Після того, як пірати були повалені, Заріна хоче полетіти, але Дінь-Дінь каже, що вони всі хочуть, щоб Заріна залишилася з ним, після чого всі обіймаються. Вони прилітають на кораблі в долину фей, будячи всіх від сну. Феї показують Заріну, повернення якої село дуже зраділо, і розповідають про її нові відкриття з пилком і про чарівне дерево. І, звичайно ж, нова подруга повертає феям їх минулі здібності.

## Ролі озвучували
| Персонаж         | Оригінал              | Український дубляж |
| ---------------- | --------------------- | ------------------ |
| Дінь-Дінь        | Мей Вітман            | Марина Локтіонова  |
| Заріна           | Крістіна Гендрікс     | Інна Бєлікова      |
| Джеймс           | Том Гіддлстон         | Володимир Остапчук |
| Срібляночка      | Люсі Лью              | Анна Кузіна        |
| Ірідеса          | Рейвен-Сімоне         | Катерина Качан     |
| Розета           | Меґан Гілті           | Тетяна Пиріжок     |
| Відія            | Памела Едлон          | Світлана Шекера    |
| Фауна            | Анджела Бартіс        | Наталія Романько   |
| Опенгеймер       | Джим Каммінґс         | Юрій Висоцький     |
| Боніто           | Карлос Понсе          | Дмитро Гарбуз      |
| Лівий            | Джим Каммінґс         | Євген Лунченко     |
| Правий           | Мік Вінґерт           | Михайло Кришталь   |
| Янг              | Кевін Майкл Річардсон | Олександр Ігнатуша |
| Смі              | Джеф Беннетт          | Дмитро Вікулов     |
| Бобл             | Роб Полсен            | Іван Розін         |
| Бряц             | Джеф Беннетт          | Сергій Солопай     |
| Ґері             | Джеф Беннетт          | Микола Боклан      |
| Фея Мері         | Джейн Горрокс         | Тетяна Антонова    |
| Теренс           | Джессі МакКартні      |                    |
| Королева Кларіон | Анжеліка Г'юстон      | Ольга Радчук       |

### Інформація про дубляж
Дубльовано студією «LeDoyen» на замовлення «Disney Character Voices International» у 2014 році.
- Переклад Тетяни Коробкової
- Режисер дубляжу — Іван Марченко
- Музичний редактор — Тетяна Піроженко
- Переклад пісень Тетяни Коробкової та Романа Дяченка
- Мікс-студія — Shepperton International
- Творчий консультант — Aleksandra Sadowska
- Диктор — Наталія Ярошенко

Пісні:
- «Хто я є», «Хто я є» (реприза) — виконує Shanis.
- «Летючий фрегат» — виконують Євген Анишко, Олександр Ігнатуша, Дмитро Гарбуз, Михайло Кришталь, Євген Лунченко та Юрій Висоцький.

## Приквели та сиквели
- Феї (2008)
- Феї: Загублений скарб (2009)
- Феї: Фантастичний порятунок (2010)
- Змагання у долині фей (2011)
- Таємниця магічних крил (2012)
- Феї і легенда загадкового звіра (2014)